# 城巴1M線
城巴1M線是香港一條港島市區巴士路線，來往會展站及黃泥涌峽，途經跑馬地。

## 歷史
此路線於2022年5月15日起投入服務，以配合港鐵東鐵線（紅磡至金鐘段）當日起正式通車，以方便跑馬地及黃泥涌峽居民接駁鐵路，並在港鐵會展站提供此線和東鐵綫之間的兩元轉乘優惠。
- 2022年8月14日：往黃泥涌峽方向增設摩理臣山道「南洋酒店」站。
- 2023年7月1日：因應城巴新巴專營權合併，本線改由城巴經營。

## 服務時間及班次
| 會展站開             | 會展站開 | 會展站開       |
| 日期                 | 小時     | 分鐘           |
| -------------------- | -------- | -------------- |
| 星期一至五           | 06       | 30、50         |
| 星期一至五           | 07-08    | 05、20、35、50 |
| 星期一至五           | 09-16    | 10、30、50     |
| 星期一至五           | 17       | 10、25、40、55 |
| 星期一至五           | 18       | 10、25、40     |
| 星期一至五           | 19-20    | 00、20、40     |
| 星期一至五           | 21-23    | 00、30         |
| 星期一至五           | 00       | 00             |
| 星期六、日及公眾假期 | 06       | 30             |
| 星期六、日及公眾假期 | 07       | 00、30         |
| 星期六、日及公眾假期 | 08       | 00、30、50     |
| 星期六、日及公眾假期 | 09-19    | 10、30、50     |
| 星期六、日及公眾假期 | 20       | 10、30         |
| 星期六、日及公眾假期 | 21-23    | 00、30         |
| 星期六、日及公眾假期 | 00       | 00             |

## 收費
全程：$7.0
| - 本線設有12歲以下小童及65歲或以上長者半價優惠。 - 65歲或以上香港居民使用「樂悠咭」，以及12歲以下合資格殘疾兒童使用「殘疾人士身份」個人八達通繳付車資，均可享有每程$2.0或半價（以較低者為準）的票價優惠；12至64歲合資格殘疾人士使用「殘疾人士身份」個人八達通（包括「樂悠咭」），以及60至64歲香港居民使用「樂悠咭」繳付車資，均可享有每程$2.0或全費（以較低者為準）的票價優惠。 - 65歲或以上長者如使用長者或一般個人八達通繳付車資，則只可享有半價優惠；12至64歲合資格殘疾人士如不使用「殘疾人士身份」個人八達通，以及60至64歲人士如不使用「樂悠咭」繳付車資，必須繳付全費。 - 乘客可以現金或八達通於上車時付款，不設找續。 - 每位成人乘客可免費攜帶最多兩名4歲以下而不佔座位的兒童乘客乘車，超額之4歲以下小童必須繳付小童車費乘車。 - 九龍巴士、城巴及龍運巴士全職員工及家屬（不包括外判職員）可免費乘搭本路線，惟必須拍職員或職員家屬八達通。 - 乘客亦可使用AlipayHK「易乘碼」、支付寶、WeChatHK／微信支付「搭車碼」、銀聯雲閃付「乘車碼」及BOC Pay「乘車碼」、具有感應式支付功能的VISA、Mastercard及銀聯卡，以及Apple Pay、Google Pay及Samsung Pay流動支付平台繳付車資。使用此支付方式的乘客可享有中途下車之分段收費，以及與其他城巴獨營路線或聯營線城巴班次之轉乘優惠，惟不適用於與非城巴路線之轉乘優惠。乘客亦不能享有「公共交通費用補貼計劃」及「長者及合資格殘疾人士公共交通票價優惠計劃」。 |

## 行車路線
經：鴻興道、菲林明道、灣仔道、摩理臣山道、體育道、黃泥涌道、成和道、藍塘道、大坑道、黃泥涌峽道（南行）、淺水灣道、黃泥涌峽道（北行）、大坑道、藍塘道、成和道、景光街、山光道、黃泥涌道、摩理臣山道、灣仔道及菲林明道。

### 沿線車站
| 會展站開 | 會展站開       | 會展站開             |
| 序號     | 車站名稱       | 位置                 |
| -------- | -------------- | -------------------- |
| 1        | 會展站         | 會展站公共運輸交匯處 |
| 2        | 譚臣道         | 菲林明道             |
| 3        | 克街           | 灣仔道               |
| 4        | 天樂里         | 灣仔道               |
| 5        | 南洋酒店       | 摩理臣山道           |
| 6        | 樂活道         | 黃泥涌道             |
| 7        | 雅谷大廈       | 黃泥涌道             |
| 8        | 跑馬地（下）   | 黃泥涌道             |
| 9        | 奕蔭街         | 成和道               |
| 10       | 昇平樓         | 成和道               |
| 11       | 翠苑           | 藍塘道               |
| 12       | 金碧別墅       | 藍塘道               |
| 13       | 千葉居         | 藍塘道               |
| 14       | 大坑道         | 黃泥涌峽道           |
| 15       | 香港網球中心   | 黃泥涌峽道           |
| 16       | 黃泥涌水塘公園 | 黃泥涌峽道           |
| 17       | 大潭水塘道     | 黃泥涌峽道           |
| 18       | 香港網球中心   | 黃泥涌峽道           |
| 19       | 怡園           | 黃泥涌峽道           |
| 20       | 箕璉閣         | 藍塘道               |
| 21       | 安慧苑         | 藍塘道               |
| 22       | 箕璉坊         | 藍塘道               |
| 23       | 桂芳街         | 成和道               |
| 24       | 山村道         | 成和道               |
| 25       | 景光街         | 景光街               |
| 26       | 養和醫院       | 黃泥涌道             |
| 27       | 跑馬地馬場     | 黃泥涌道             |
| 28       | 立德里         | 摩理臣山道           |
| 29       | 利景酒店       | 灣仔道               |
| 30       | 普樂里         | 灣仔道               |
| 31       | 會展站         | 會展站公共運輸交匯處 |